# 金京路駅
座標: 北緯31度16分55.3秒 東経121度36分43.2秒 / 北緯31.282028度 東経121.612000度
金京路駅（きんけいろえき）は、中華人民共和国上海市浦東新区巨峰路金京路に位置する上海地下鉄12号線の駅。

## 駅構造
- 島式ホーム1面2線の地下駅。ホームドア設置。

## 歴史
- 2013年12月29日 - 12号線開業。

## 隣の駅
上海地下鉄
■12号線
楊高北路駅 - 金京路駅 - 申江路駅